# Lamb (film, 2015)
Pour les articles homonymes, voir Lamb.
Pour plus de détails, voir Fiche technique et Distribution.
Lamb est un film dramatique éthiopien réalisé par Yared Zeleke et sorti en 2015.
Le film a été sélectionné au Festival de Cannes de 2015 dans le cadre de la section Un certain regard.
Le film a été sélectionné au titre d'entrée éthiopienne pour l'Oscar du meilleur film en langue étrangère à la 88e cérémonie des Oscars qui s'est déroulée en 2016.

## Synopsis
Ephraïm est un jeune garçon éthiopien et juif, toujours accompagné de son inséparable brebis. À la suite d'une famine ayant provoqué le décès de sa mère et poussant son père à aller chercher du travail en ville, il est confié à la garde de son oncle. Mais Ephraïm s'adapte mal à sa nouvelle vie. Un jour son oncle lui annonce qu'il devra sacrifier sa brebis pour le prochain repas de fête. Ephraïm tentera tout pour sauver la vie de sa brebis. 

## Fiche technique
- Titre original : Lamb (litt. « agneau » en anglais)
- Réalisation : Yared Zeleke
- Pays d'origine :  Éthiopie

## Distribution
- Rediat Amare : Ephraïm
- Tsegaye Birhanu : Oncle Yacob
- Kidist Siyum : Tsion
- Welela Assefa : Emama
- Rahel Teshome : Azeb
- Surafel Teka : Solomon
- Indris Mohamed : Abraham
- Bitania Abraham : Mimi